# ARPANET

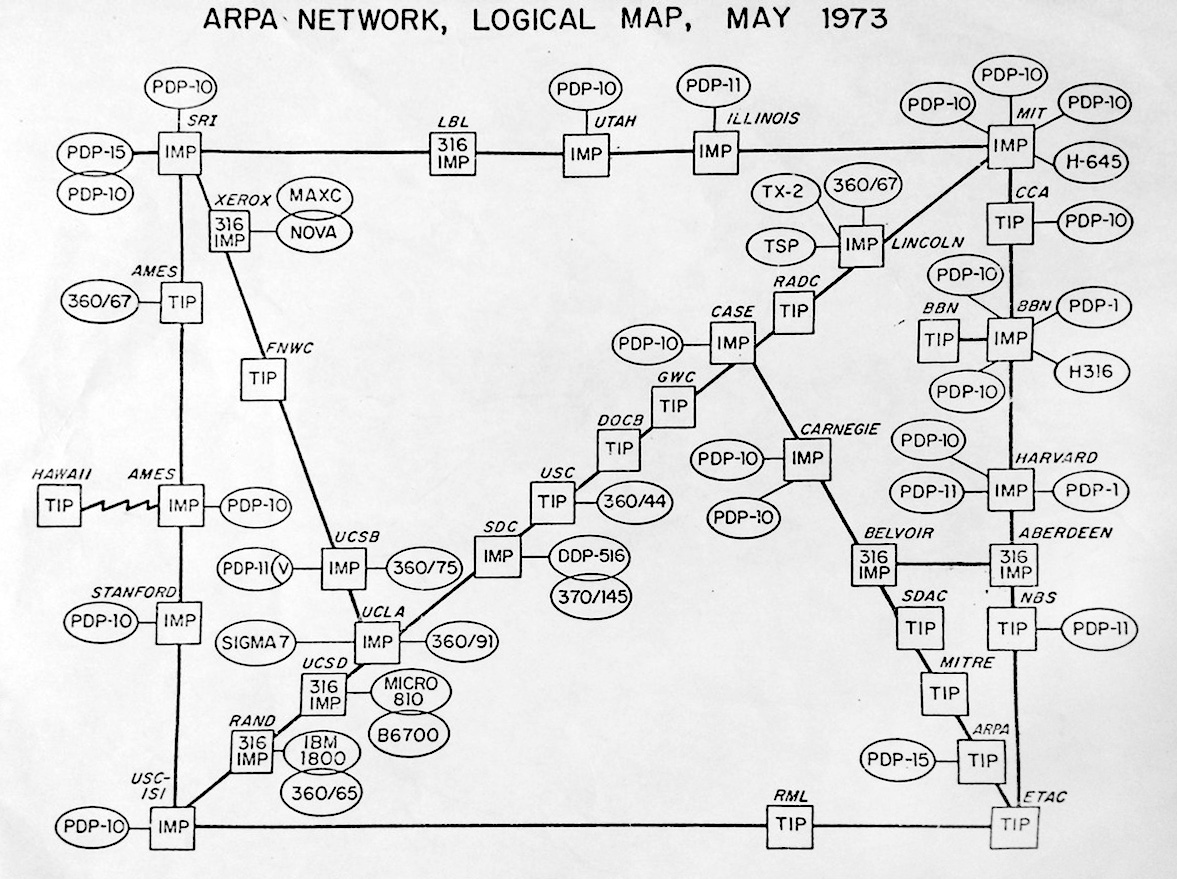
ARPANET anno 1973

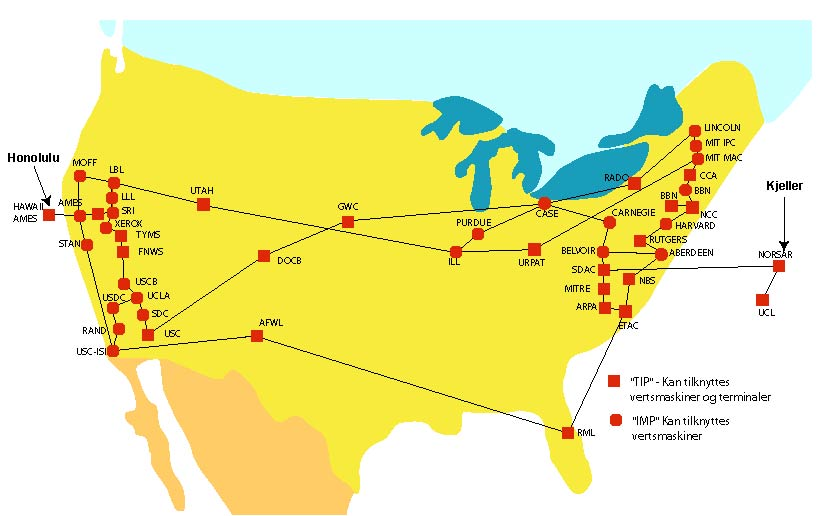
ARPANET anno 1974

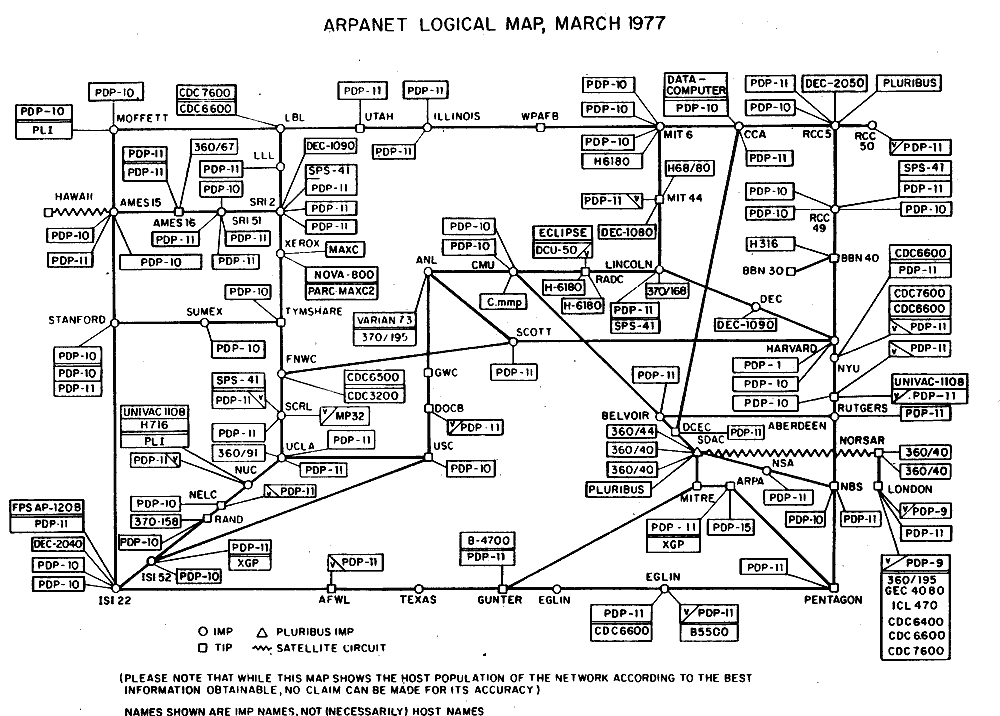
ARPANET anno 1977

Het ARPANET (ARPA Network) was het eerste operationele packet-switching-computernetwerk, de voorloper van het internet, opgezet in de late jaren zestig door het Advanced Research Projects Agency (ARPA) van het Amerikaanse ministerie van Defensie (DoD).
De reden voor de oprichting van het ARPANET was een economische: computers waren duur, dus was het voordelig als onderzoeksinstituten, die aan projecten werkten met een militair doel, elkaars apparatuur konden delen. Er wordt wel beweerd dat het ARPANET bedoeld was als communicatienetwerk in tijden van kernoorlog, maar dit is een populair geworden misvatting. Omdat apparatuur en communicatielijnen in die tijd niet erg betrouwbaar waren, was het wel een eis dat ARPANET zo veel mogelijk operationeel zou blijven in geval van de onvermijdelijke lokale technische problemen. Wel was het idee van een netwerk dat een kernoorlog kon overleven geopperd door Paul Baran, die hiervoor een vergelijkbare architectuur voorstelde als die in het ARPANET gebruikt werd (een packet-switching-netwerk), maar deze suggestie speelde geen rol in de besluitvorming van ARPA.
In 1968 werden de eerste concrete plannen voor het ARPANET gemaakt en in 1969 werd besloten de implementatie uit te besteden aan de firma Bolt, Beranek and Newman.
Een groot probleem bij de bouw van ARPANET was dat de computers die verbonden moesten worden zeer verschillend van aard waren. De ontwerpers van ARPANET losten dit op door op iedere netwerklocatie een minicomputer in te zetten als interface message processor (IMP). Deze IMP fungeerde als interface tussen de aan te sluiten computer en het netwerk. Deze IMP's waren 16 bits-DDC-516-computers van Honeywell. De IMP kan beschouwd worden als de voorlopers van de huidige routers, zij het dat ze de grootte hadden van een koelkast (hetgeen klein was vergeleken met de computers van die tijd).
In 1969 waren vier van deze IMP's actief aan de westkust van de VS. De eerste sites waren Universiteit van Californië - Los Angeles (SDS Sigma 7), de Universiteit van Californië, Santa Barbara (IBM 360/75), de Stanford-universiteit (SDS 940) en de Universiteit van Utah (DEC PDP-10).
Een jaar later was het aantal sites gegroeid tot tien en in 1971 vijftien, waarop 23 computers aangesloten waren.
In mei 1973 waren er 42 computers aangesloten op het Arpanet, inclusief een satelietverbinding naar Hawaii. September 1973 werd Arpanet internationaal met een verbinding naar Noorwegen en Londen.
Gaandeweg werd het ARPANET verbonden aan andere netwerken. Het ARPANET werd zo de backbone ("ruggengraat") van het ARPA Internet. In de jaren tachtig verloor het netwerk zijn militaire functie; voortaan had defensie voor praktische doeleinden een eigen netwerk, MILNET, dat niet rechtstreeks met het internet verbonden was.
Het ARPANET werd in 1988 definitief buiten gebruik gesteld.
ARPANET was oorspronkelijk ontwikkeld voor het aanmelden op een andere computer (Telnet) en het verzenden en ontvangen van bestanden tussen computers (FTP). Na ingebruikname ontwikkelde een derde toepassing zich heel snel, e-mail. Aanvankelijk vond dit plaats door tekstbestanden op iemands computer te uploaden, maar al snel werden volledige e-mailprogramma's ontwikkeld.